# Louis Auguste II. de Bourbon, duc du Maine

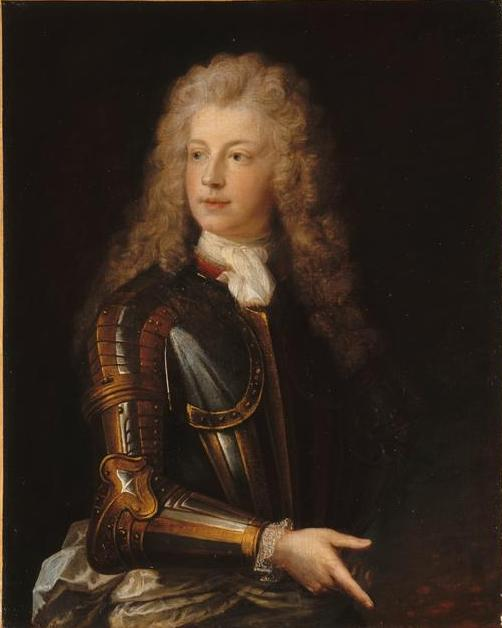
Louis Auguste de Bourbon (1700–1755)

Louis Auguste de Bourbon, Fürst von Dombes (* 4. März 1700 in Versailles; † 1. Oktober 1755 in Fontainebleau) war Herzog von Maine und Fürst von Dombes.
Louis Auguste war der älteste Sohn von Louis Auguste de Bourbon, Herzog von Maine und von Louise Bénédicte de Bourbon.  Damit war er ein Enkel von König Ludwig XIV. von Frankreich. Er diente 1717 in der Armee des Prinzen Eugen im Kampf gegen die Türken und war Teilnehmer am Polnischen Thronfolgekrieg 1733–1734 sowie am Österreichischen Erbfolgekrieg. Von 1736 bis 1755 war er Colonel général der französischen Schweizergarde.
1751 übereignete ihm seine Mutter die Herrschaft Anet und die Grafschaft Dreux. Er mied den französischen Hof und hielt sich meistens im Schloss Anet auf, dessen Ländereien er kontinuierlich erweiterte. Er ließ dort eine hydraulische Anlage erbauen, um Wasser aus der Eure in seinen Garten umzuleiten.
Louis Auguste war nicht verheiratet und hatte keine Nachkommen. 1755 wurde er in einem Duell im Wald von Fontainebleau getötet. Ihm folgte als Prince de Dombes sein Bruder, Louis Charles de Bourbon (1701–1775), der Comte d’Eu, der ebenfalls weder verheiratet war noch Nachkommen hatte und das Fürstentum 1762 der Krone überließ.